# 王良增二
仙后座10，又名BD+63 2107，HD 144、SAO 10978、HR 7，是仙后座的一颗恒星，视星等为5.59，位于銀經118.06，銀緯1.75，其B1900.0坐标为赤經0h 1m 14.4s，赤緯+63° 1.75′ 22″。